# Charlotte Walior
 (juillet 2016).
Si vous disposez d'ouvrages ou d'articles de référence ou si vous connaissez des sites web de qualité traitant du thème abordé ici, merci de compléter l'article en donnant les références utiles à sa vérifiabilité et en les liant à la section « Notes et références ».
Charlotte Walior est une actrice et réalisatrice française.

## Biographie
Charlotte Walior fait ses débuts en 1980 dans Girls ou Les Femmes-enfants de Just Jaeckin, où elle tient un des rôles principaux avec Anne Parillaud.
La même année, elle joue également dans la mini-série Kick, Raoul, la Moto, les Jeunes et les Autres en 1980, puis dans le téléfilm de Pierre Goutas, La Mort en sautoir avec Danielle Darrieux, Patrick Guillemin et Bruno Pradal.
Dans la comédie Le bahut va craquer (1981), elle est une étudiante qui se révolte avec ses camarades contre ses professeurs (Claude Jade et Darry Cowl) et les séquestre avec le proviseur (Michel Galabru).
Roger Vadim engage la jeune fille pour Surprise Party (1982). Elle revient sur l'écran en 1985 avec un petit rôle dans Le Quatrième Pouvoir de Serge Leroy avec Philippe Noiret et Nicole Garcia, puis avec le rôle de Sophie dans Le Débutant de et avec Francis Perrin.
Après deux films, un téléfilm et plusieurs séries (La Fascination avec Chad McQueen, La Nuit rouge avec Serge Avédikian, Un destin cannibale avec Thierry Fortineau, La Vallée des peupliers avec Rossano Brazzi et Nicole Courcel et La Bague au doigt avec Bernard Le Coq), elle obtient ses derniers rôles, douze ans après son premier film dans un épisode de la série Cas de divorce (1991) et un épisode de Mésaventures (1992).
Elle devient auteur et réalisatrice des courts-métrages : Le Wagon (1994) avec Marie Matheron et Philippe Laudenbach, Impair, Passe et Manque (1997) avec Marie Matheron et Étienne Chicot, La Valise (2000) avec  Marie Matheron et Franck Gourlat et Le Passage (2003) avec Agnès Soral et Marc Chapiteau. Ses courts-métrages obtiennent différents prix dans le monde, pour leurs scénarios et pour leurs réalisations. Elle collabore avec le chef opérateur Carlo Varini pour ses deux derniers courts-métrages.

## Théâtre
- 1981 : La Foire Saint Germain, mise en scène Dominique Virton[Où ?]
- 1983 : Noce d'Elias Canetti, mise en scène Gabriel Garran, théâtre de la Commune

## Filmographie

### En tant qu'actrice

#### Cinéma
- 1980 : Girls de Just Jaeckin : Suzanne
- 1981 : Comment draguer toutes les filles... de Michel Vocoret : Sylvie
- 1981 : Le bahut va craquer de Michel Nerval : Muriel
- 1981 : Les Folies d'Élodie de André Génovès : Corinne
- 1982 : Cinématon #222 de Gérard Courant : elle-même
- 1983 : Surprise Party de Roger Vadim : Marie-Jo Le Kellec
- 1985 : Le Quatrième Pouvoir de Serge Leroy
- 1985 : The Fascination de Serge Bourguignon
- 1986 : La Goula, court métrage de Roger Guillot
- 1986 : Le Débutant de Daniel Janneau et Francis Perrin : Sophie
- 1990 : La Nuit rouge de Jean-Marie Richard

#### Télévision

##### Téléfilms
- 1981 : La Mort en sautoir de Pierre Goutas : Claudine
- 1984 : Soldat Richter de Jean Pignol
- 1985 : Le Réveillon de Daniel Losset : Sophie

##### Séries télévisées
- 1980 : Kick, Raoul, la Moto, les Jeunes et les Autres :  Anne
- 1982 : Papa Poule de Roger Kahane
- 1983 : Merci Sylvestre, épisode Le Psychothérapunk de Serge Korber : Cécile
- 1986 : La Bague au doigt d'Agnès Delarive
- 1986 : La Vallée des peupliers : Françoise Dubois
- 1986 : Le Petit Docteur, épisode Le Château de l'arsenic : Sophie
- 1988: We Are Seven d'Alan Clayton
- 1990 : Cinéma 16 : Un destin cannibale de Roger Guillot : Élise
- 1991 : Cas de divorce, épisode Cremer contre Cremer : Line Cremer
- 1991 : L'Étalon noir
- 1992 : Mésaventures, épisode Faites comme chez vous d'Agnès Delarive

### En tant que réalisatrice
- 2003 : Le Passage, court métrage
- 2000 : La Valise, court métrage
- 1997 : Impair, Passe et Manque, court métrage
- 1994 : Le Wagon, court métrage